# Патрайл, Майт
Майт Патрайл (эст. Mait Patrail; род. 11 апреля 1988 )  — эстонский гандболист, выступает за немецкий клуб «Айзенах» и сборную Эстонии.

## Карьера

### Клубная
Майт Патрайл родился в городе Пылва. Майт Патрайл выступал в Эстонии за клуб Пылва Сервити. В 2008 году Патрайл перешёл в швейцарский клуб Кадеттен-Шафхаузен. В 2011 году Майт Патрайл перешёл в немецкий клуб Лемго. В 2012 году, Патрайл заканчивал сезон в катарском клубе Аль-Саидд. В 2012 году Майт Патрайл перешёл в Ганновер-Бургдорф.

## Международная карьера
Майт Патрайл выступал за сборную Эстонии. 

## Статистика
Клубная статистика Майта Патрайла в сезоне 2018/19 указана на 30.1.2019
| Сезон   | Клуб              | Лига       | Матчи | Голы   | Голы   | Голы  |
| Сезон   | Клуб              | Лига       | Матчи | С игры | 7-метр | Всего |
| ------- | ----------------- | ---------- | ----- | ------ | ------ | ----- |
| 2011-12 | Лемго             | Бундеслига | 27    | 88     | 8      | 80    |
| 2012-13 | Ганновер-Бургдорф | Бундеслига | 29    | 135    | 0      | 135   |
| 2013-14 | Ганновер-Бургдорф | Бундеслига | 34    | 124    | 0      | 124   |
| 2014-15 | Ганновер-Бургдорф | Бундеслига | 12    | 12     | 0      | 12    |
| 2015-16 | Ганновер-Бургдорф | Бундеслига | 32    | 92     | 0      | 92    |
| 2017-18 | Ганновер-Бургдорф | Бундеслига | 29    | 77     | 0      | 77    |
| 2018-19 | Ганновер-Бургдорф | Бундеслига | 5     | 14     | 0      | 14    |